# London Docks

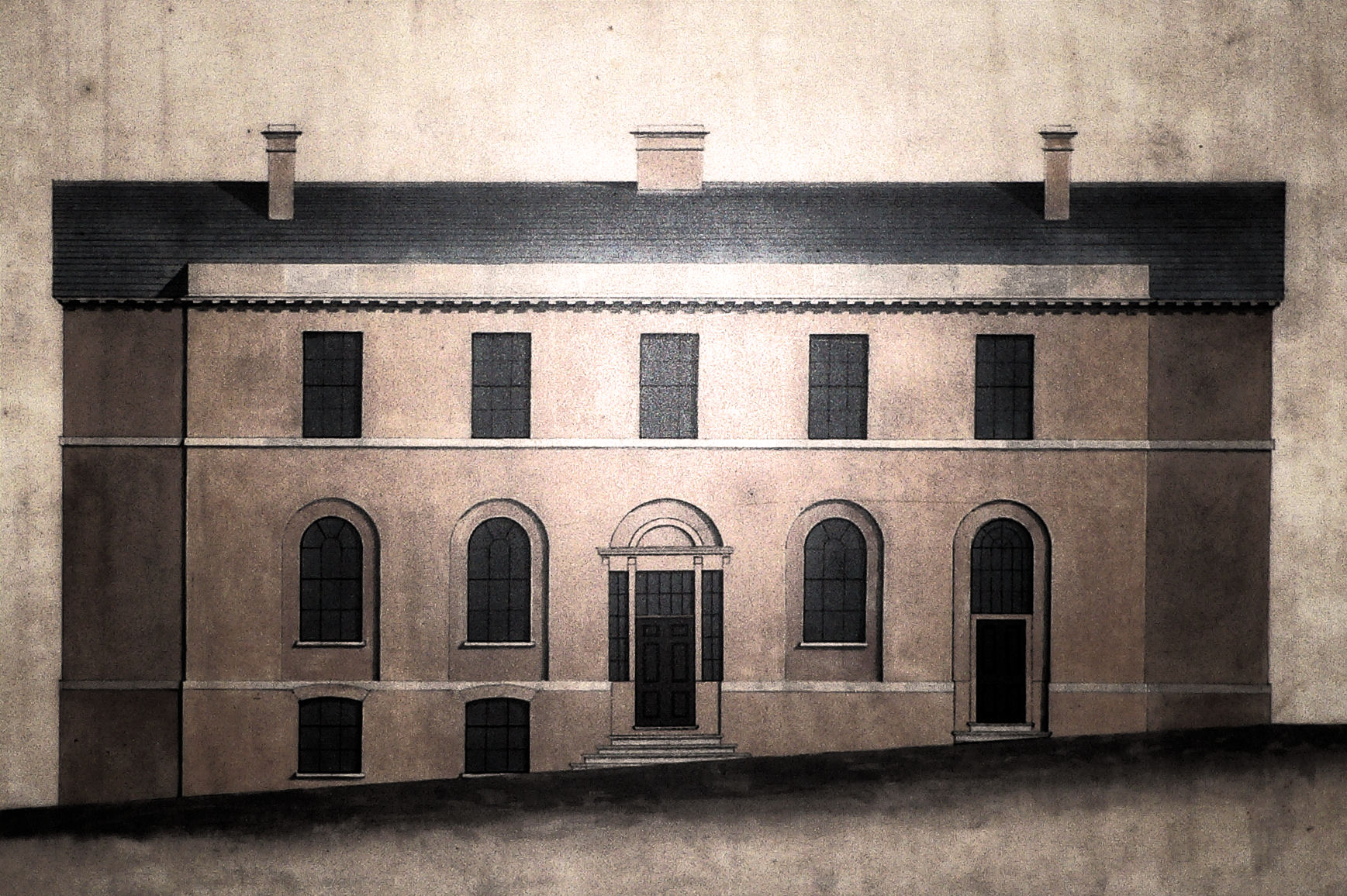
Vorderseite des Zollamtes (1811–1843) in den London Docks, gestaltet von Daniel Asher Alexander

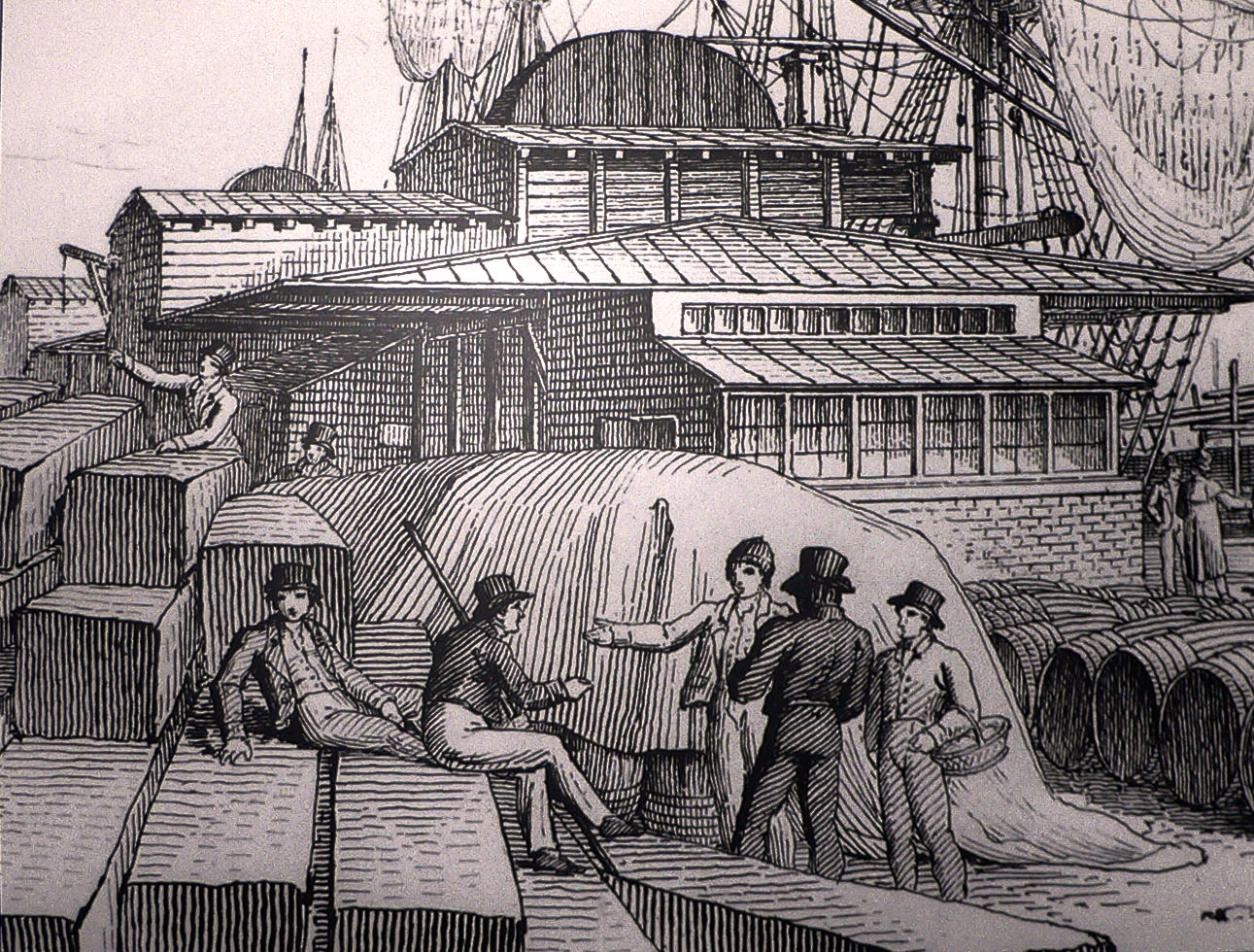
Das Zollamt an den London Docks hatte in den 1820er-Jahren ca. 250 Mitarbeiter und das Einfuhrsteueramt ca. 200 Mitarbeiter.

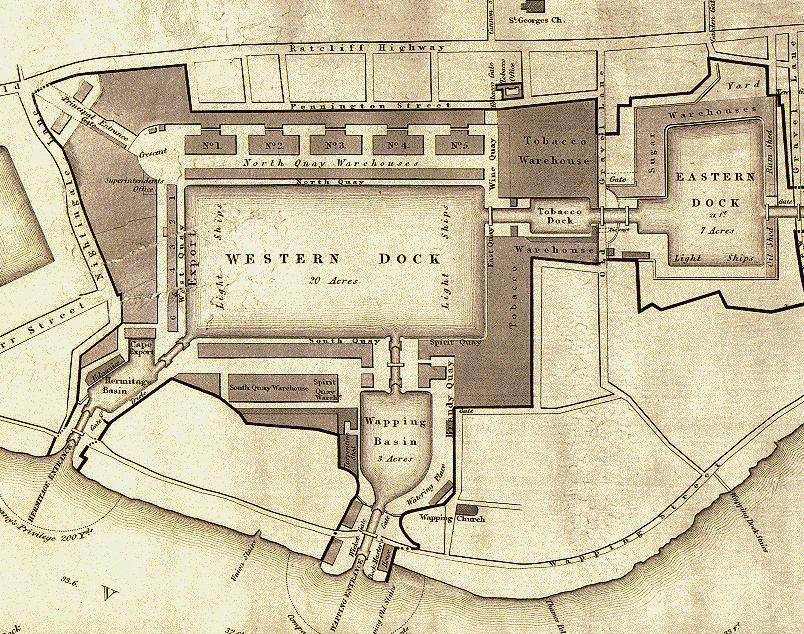
London Docks (1831)

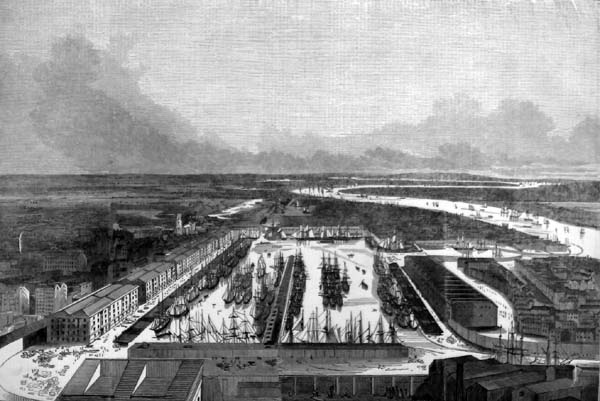
Vogelperspektive der London Docks (1845)

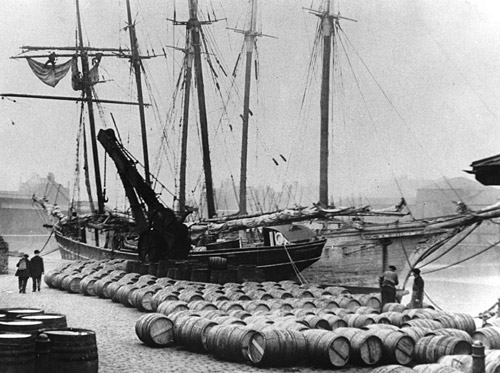
An einem Kai in den London Docks wird gerade Portwein aus Porto gelöscht (ca. 1909)

Die London Docks waren eine von vielen Hafenanlagen im historischen Londoner Hafen. Sie wurden 1799–1815 in Wapping flussabwärts vom Londoner Stadtzentrum gebaut und kosteten mehr als £ 5½ Mio. Früher legten die Schiffe an den Uferkais der Themse an, aber in dieser Zeit wurden mehr Liegeplätze gebraucht. Die London Docks waren die dem Stadtzentrum am nächsten gelegenen Hafenbecken, bis zwei Dekaden später die St. Katharine Docks entstanden.
Die London Docks belegten eine Gesamtfläche von 120.000 m² und bestanden aus West- und Ostbecken, die durch das kurze Tobacco Dock miteinander verbunden waren. Das Westbecken war mit der Themse über das Hermitage Basin im Südwesten und das Wapping Basin im Süden verbunden. Das Ostbecken war im Osten mit dem Shadwell Basin ebenfalls an die Themse angeschlossen. Die wichtigsten Planer waren die Architekten und Ingenieure Daniel Asher Alexander und John Rennie. Diese Hafenanlagen waren auf das Löschen wertvoller Handelswaren, wie Elfenbein, Gewürze, Kaffee und Kakao, ebenso wie Wein und Wolle, spezialisiert, wofür elegante Weinkeller und Lagerhäuser gebaut wurden. 1864 wurden die London Docks mit den St. Katharine Docks zusammengelegt. Die Hafenanlagen besaßen nie einen Eisenbahnanschluss. Zusammen mit den anderen Hafenanlagen in London wurden die London Docks 1909 von der Port of London Authority übernommen.
1969 wurden die Hafenbecken endgültig für den Handelsschiffverkehr geschlossen und an die Stadtteilverwaltung von Tower Hamlets verkauft, die den westlichen Teil der London Docks verfüllen ließ, um sie dem öffentlichen Wohnungsbau zugänglich zu machen – ein Projekt, das nie realisiert wurde. Als das Gelände 1981 an die London Docklands Development Corporation (LDDC) weiterverkauft wurde, war es immer noch Industriebrache. Seither entstanden über 1.000 Privatwohnungen rund um das alte Tobacco Dock und Shadwell Basin. Die umstrittene Druckerei Fortress Wapping von Rupert Murdochs Konzern News International wurde auf der nördlichen Hälfte des verfüllten westlichen Hafenbeckens gebaut. ‚’Hermitage Basin’’ und Shadwell Basin blieben bis heute unangetastet, aber das Wapping Basin ist heute ein Sportplatz und ein Teil des Geländes am Ostbecken ist immer noch unbebaut. Ein kleiner Kanal läuft durch den südlichen Teil des ehemaligen Westbeckens und verbindet das Hermitage Basin mit dem Tobacco Dock.